# Wilhelm Krützfeld
Wilhelm Krützfeld (Horndorf presso Seedorf, 9 dicembre 1880 – Berlino, 31 ottobre 1953) è stato un poliziotto tedesco.

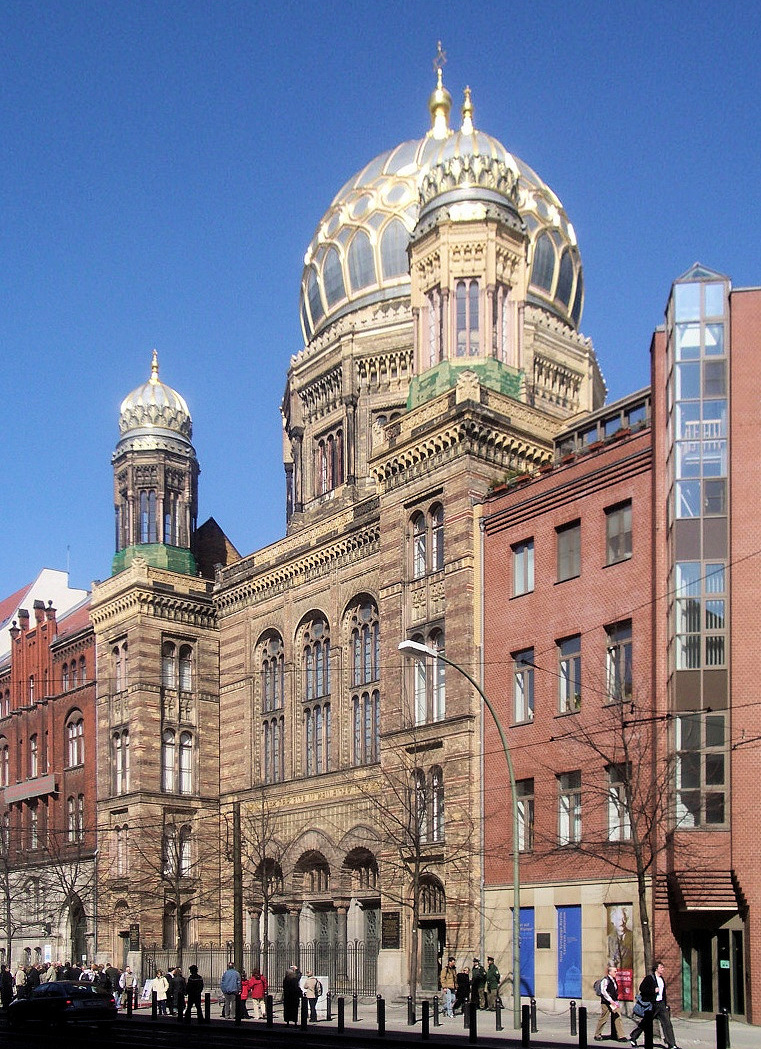

Durante la notte dei cristalli, quando i nazisti misero a ferro e fuoco gli ambienti ebrei, impedì il propagarsi delle fiamme nella nuova sinagoga di Berlino. Per il fatto venne sanzionato dalle gerarchie naziste.